# Pierce Turner
Pour les articles homonymes, voir Turner.
Pierce Turner, né en 1956, est un auteur-compositeur-interprète et écrivain irlandais.
Après avoir formé un duo avec Larry Kirwan, il s'est lancé en solo au milieu des années 1980 et a depuis sorti plusieurs albums.

## Biographie
Pierce Turner grandit dans la ville portuaire de Wexford, où sa mère tenait un magasin de disques et dirigeait son propre groupe. Musicien de formation classique, il est membre dès l'âge de sept ans d'un ensemble traditionnel irlandais de tin-whistle, et à huit ans, il joue dans un orchestre de cuivres et d'anches. Il chante également dans la chorale de l'église locale, et l'influence du chant des hymnes et du plain-chant se manifeste tout au long de sa carrière.
Son premier emploi professionnel est celui de musicien au sein du groupe pop The Arrows. Il s'installe ensuite à New York et forme The Major Thinkers avec son compatriote de Wexford, Larry Kirwan (aujourd'hui leader de Black 47), et enregistre plusieurs albums, se produisant également sous les noms de Turner et Kirwan,. Turner et Kirwan sortent deux albums – Bootleg et Absolutely and Completely – ce dernier paru sur le label Cosmos, ainsi qu'un single Neck and Neck/When Starlings Fly enregistré aux Electric Lady Studios de New York et publié sur le label Thimble, filiale d'Audio-Fidelity, en 1973.
Son premier album solo, It's Only a Long Way Across (1987), est produit par le compositeur d'avant-garde américain Philip Glass. Il est nommé pour le prix du « Meilleur premier album d'une maison de disques indépendante » aux New York Music Awards. Turner a ensuite enregistré deux autres albums pour Beggars Banquet : Sky & the Ground (1989) et Now Is Heaven (1991). Cet album a été produit par John Simon. En 1997, le label Baltik publie l'album Angelic Language.
Turner s'est lancé dans ce qu'il a appelé son Parlour Tour, se produisant dans plus de soixante-dix maisons privées en Irlande, accompagné du cinéaste londonien de Wicklow, Colin Murnane, qui réalise le documentaire The Song for the Year (2007),.
D'autres chansons de Turner ont été reprises dans le film Snakes and Ladders et dans la série télévisée HBO Sur écoute (sa version de Dirty Old Town). Christy Moore a enregistré les chansons de Turner Wicklow Hills et Musha, God Help Her. Le coffret de Moore, sorti en 2004, comprend le titre I Love the Way Pierce Turner Sings.
Son album The Boy to Be With sort en 2006 et comprend l'hommage de Turner à Rory Gallagher.
Fin 2011, il commence à travailler sur un nouveau recueil, Songs for a veRRy small OrchestRa, enregistré en Irlande et sorti en 2012. Turner décrit le son du disque comme de la « pop baroque ». La chanson Yogi with a Broken Heart est accompagnée au synthétiseur par Philip Glass, avec qui Turner l'a interprétée au Carnegie Hall en 2010.
Turner a commencé à écrire en 2019 une chronique pour le Wexford People (en) et en 2024, il a publié un recueil de nouvelles, Living by the River, inspiré de ses expériences de vie au bord de la rivière Slaney à Wexford.

## Discographie

### Albums
- 1987 : It's Only a Long Way Across, Beggars Banquet
- 1989 : Sky & the Ground, Beggars Banquet
- 1991 : Now Is Heaven, Beggars Banquet
- 1994 : Mañana in Manhattan ... Live, Virtual
- 1995 : Snakes and Ladders, BMG, bande originale du film
- 1997 : Angelic Language, Baltik
- 2001 : 3 Minute World
- 2004 : Mr. Smith, LoveCat
- 2004 : The Boy to Be With, 5030
- 2008 : Catch a Wave, mini-album
- 2010 : Beyond The Blue, LoveCat
- 2012 : SoNgs for a VeRRy SmaLL ORchesTRa
- 2016 : Love Can't Always Be Articulate
- 2019 : Vinegar Hill
- 2022 : Terrible Good

### Compilations
- 1998 : Pierce Turner, Beggars Banquet

## Publication
- 2024 : Living by the River